# McMurdo (polární stanice)

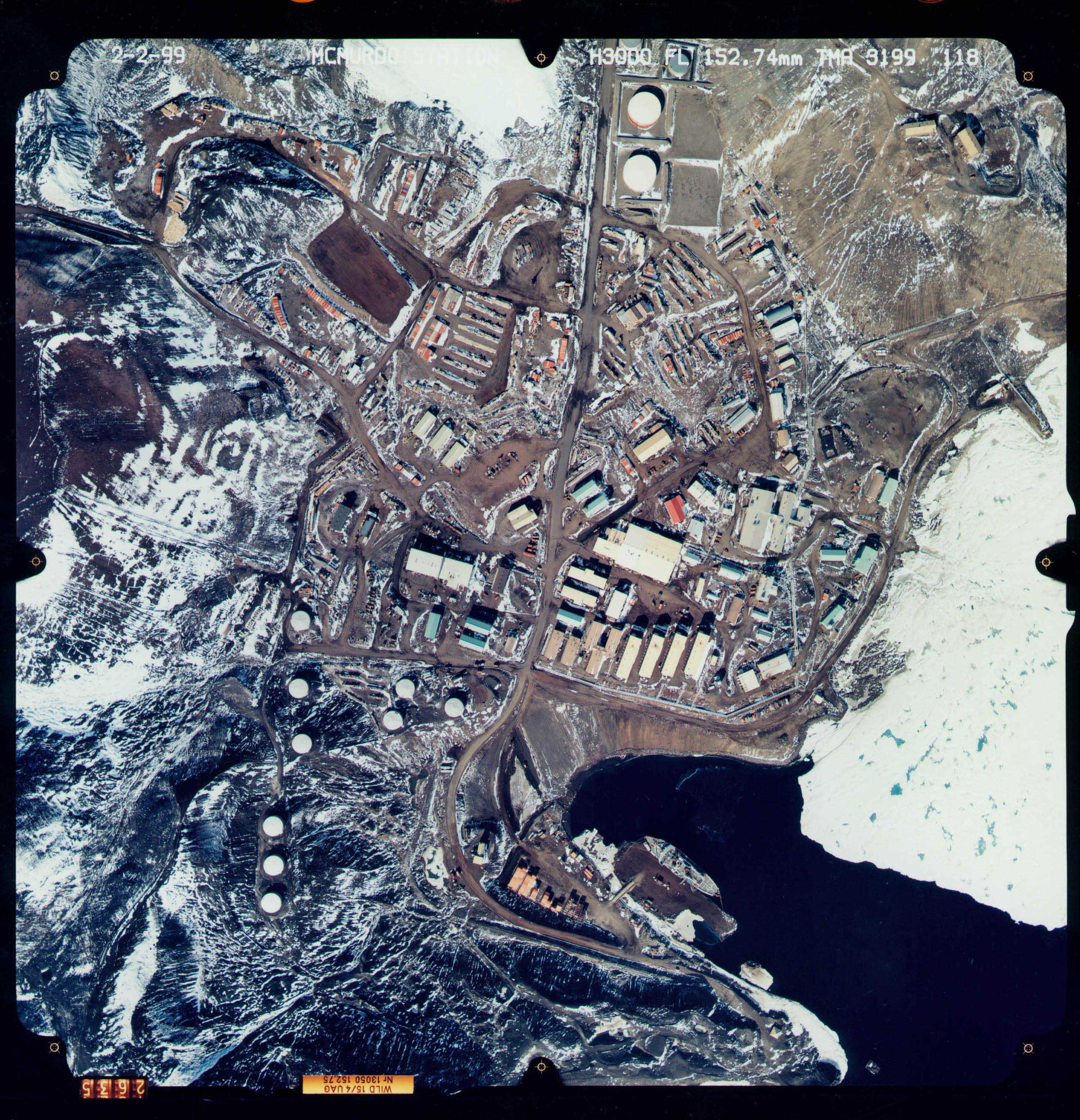
Stanice McMurdo z ptačího pohledu

Stanice McMurdo je antarktické výzkumné středisko nacházející se na Rossově ostrově na Antarktidě. Je řízena vládou USA skrze Antarktický program Spojených států amerických, který je součástí Národní vědecké nadace. Slouží jako vědecká laboratoř Spojených států a vedoucí středisko pro polovinu kontinentu. McMurdo je největší stanice na Antarktidě, schopná ubytovat 1258 lidí. Veškerý personál, který přichází nebo odchází z polární stanice Amundsen–Scott, projde nejdříve skrz McMurdo.

## Doprava
McMurdo je jediným místem v Antarktidě, které má námořní přístav.
Stanice McMurdo má svoje letiště – Williams Field airport, které má 3 runwaye.
- Pegasus Ice Runway (ICAO: NZPG), stálá runway poblíž Black Island (Černého ostrova)
- William’s Field (ICAO: NZWD), stálá sněhová runway
- Sea Ice Runway (ICAO: NZIR), nestálá (roční) runway, vybudovaná na moři v nejbližším bodě ke stanici

Letecké spojení je zajištěno z Nového Zélandu.

## Zařízení a zajímavá místa na McMurdo
- Albert P. Crary Science and Engineering Center (česky přibližně: vědecké a inženýrské středisko Alberta P. Craryho, CSEC)
- Chapel of the Snows (Kaple sněhů)
- Observation Hill (Vyhlídkový kopec)
- Discovery Hut, bouda z výprav Roberta Falcona Scotta z let 1901-1903
- Pamětní deska třem letcům zabitým v roce 1946 při průzkumu tohoto území (Operation Highjump)

## McMurdo v populární kultuře
Stanice McMurdo byla dějištěm různých románů, např. At the Mountains of Madness od H. P. Lovecrafta; zmíněna byla i v několika filmech, např. Věc, Dark Star, Eight Below či jako zmínka v sériích Vetřelec a Stargate SG-1.

## Galerie

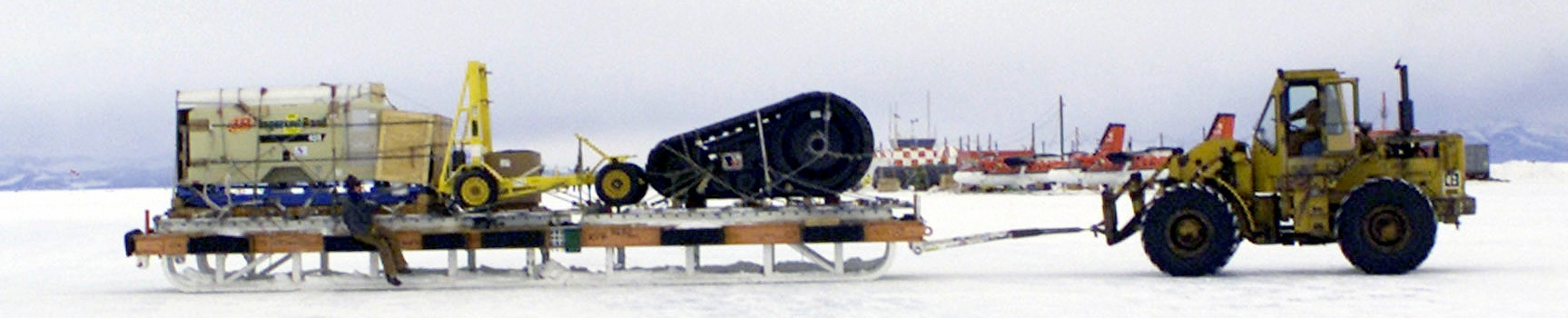
10K-AT přesouvá náklad pro Operation Deep Freeze (2006)
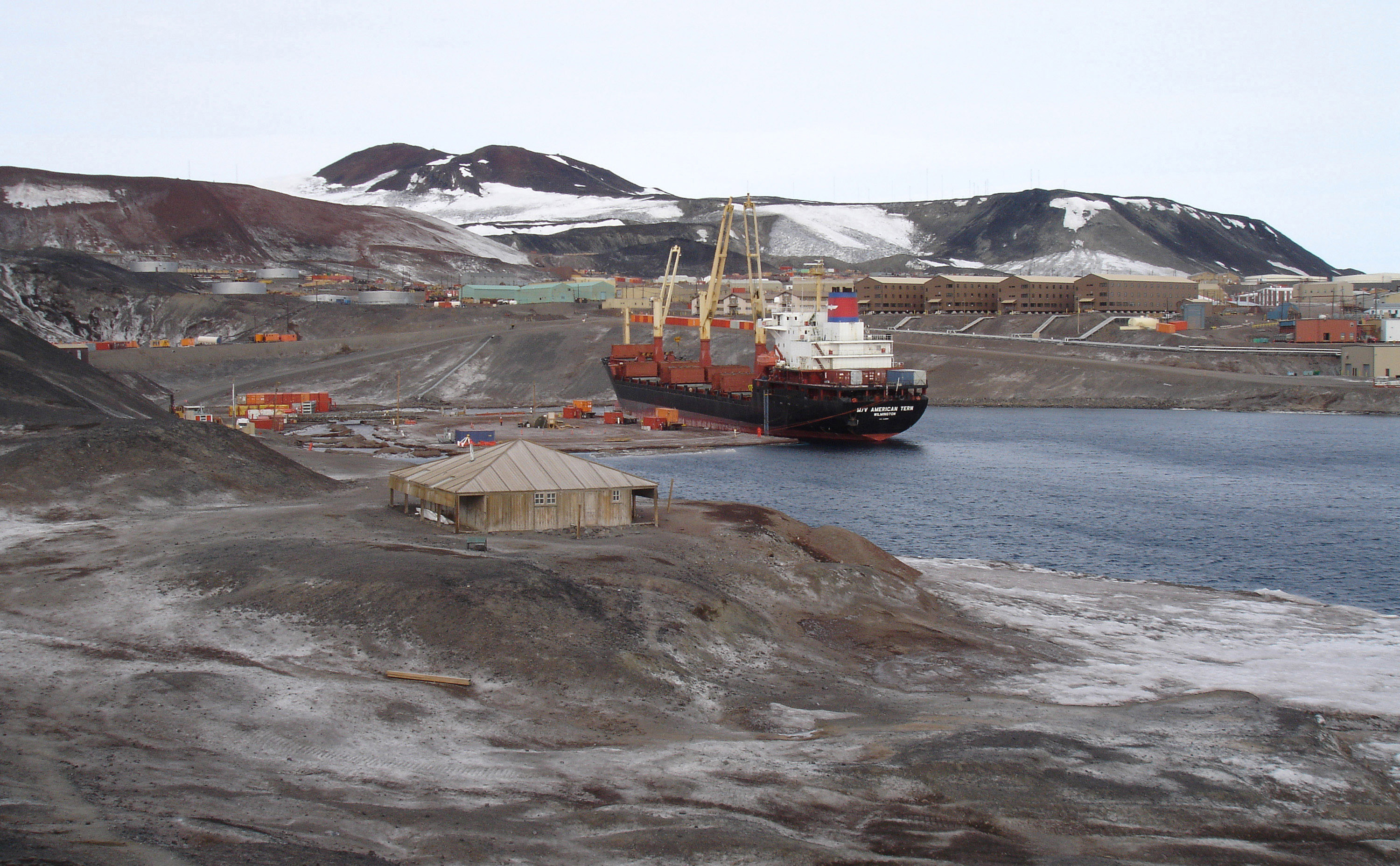
Přístav a budovy stanice (2007)
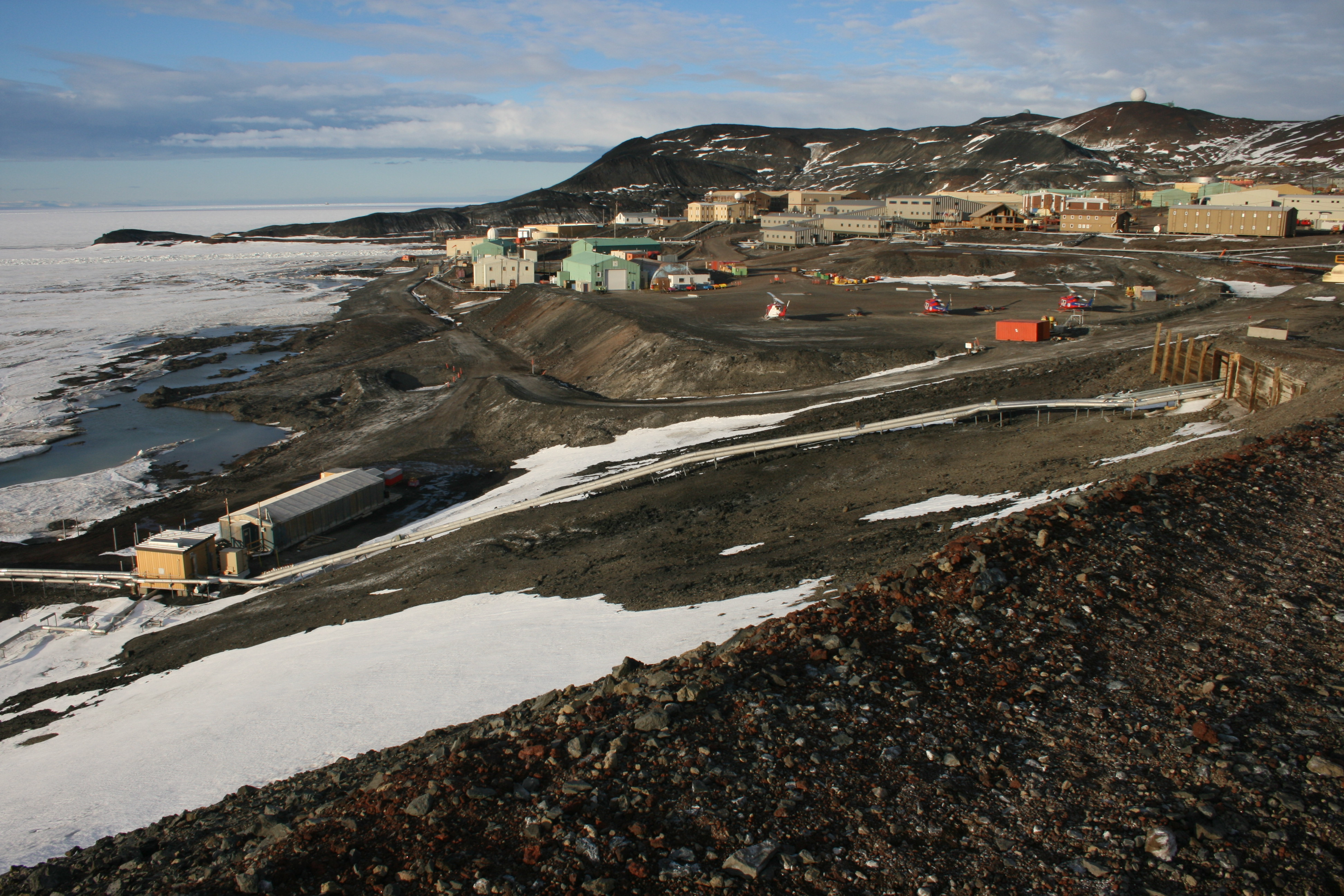
Pohled na část stanice z návrší.
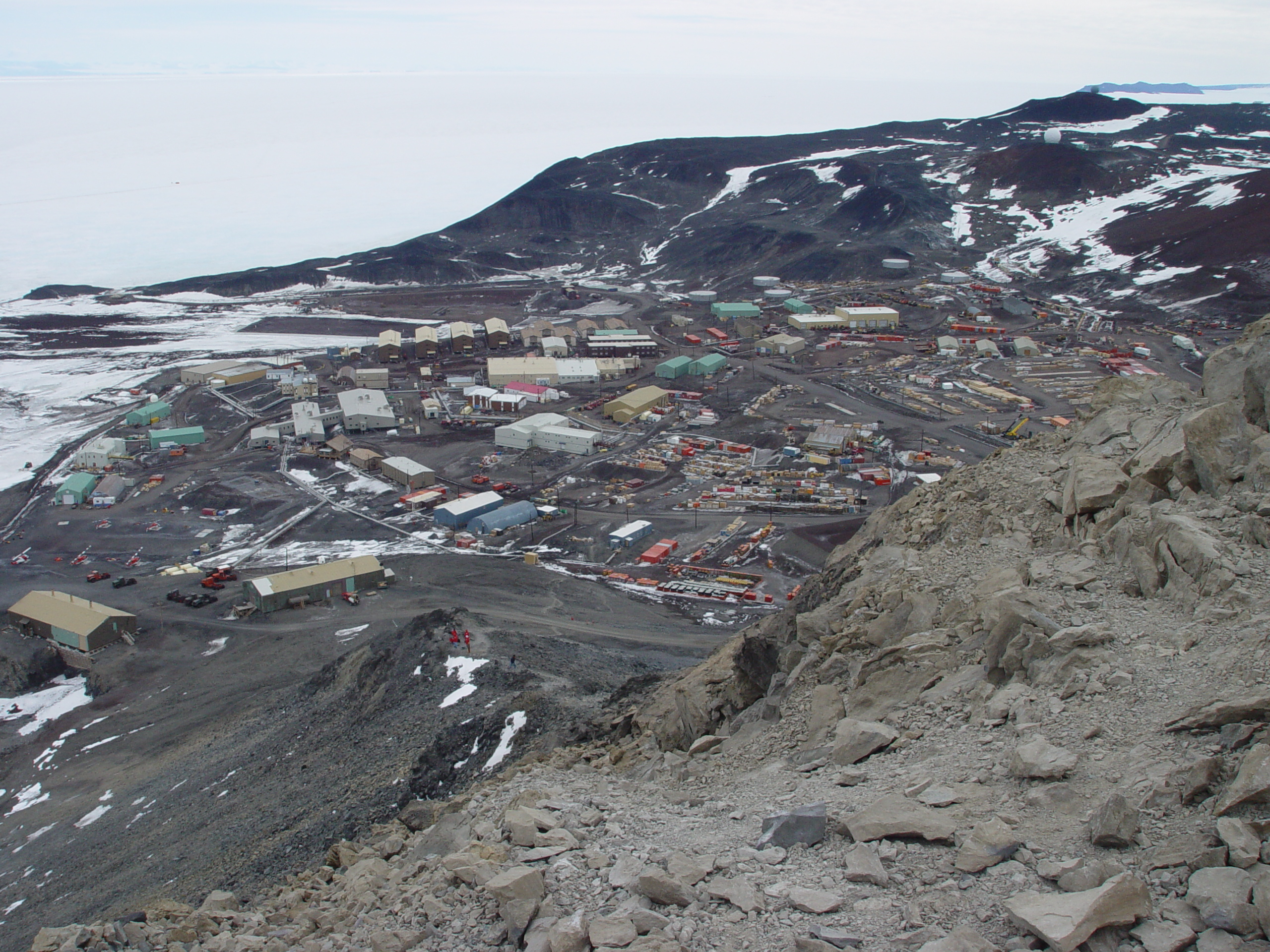
Celkový pohled (prosinec 2004)
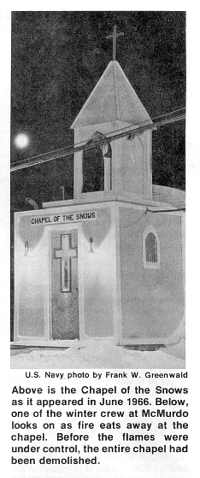
Chapel of the Snows
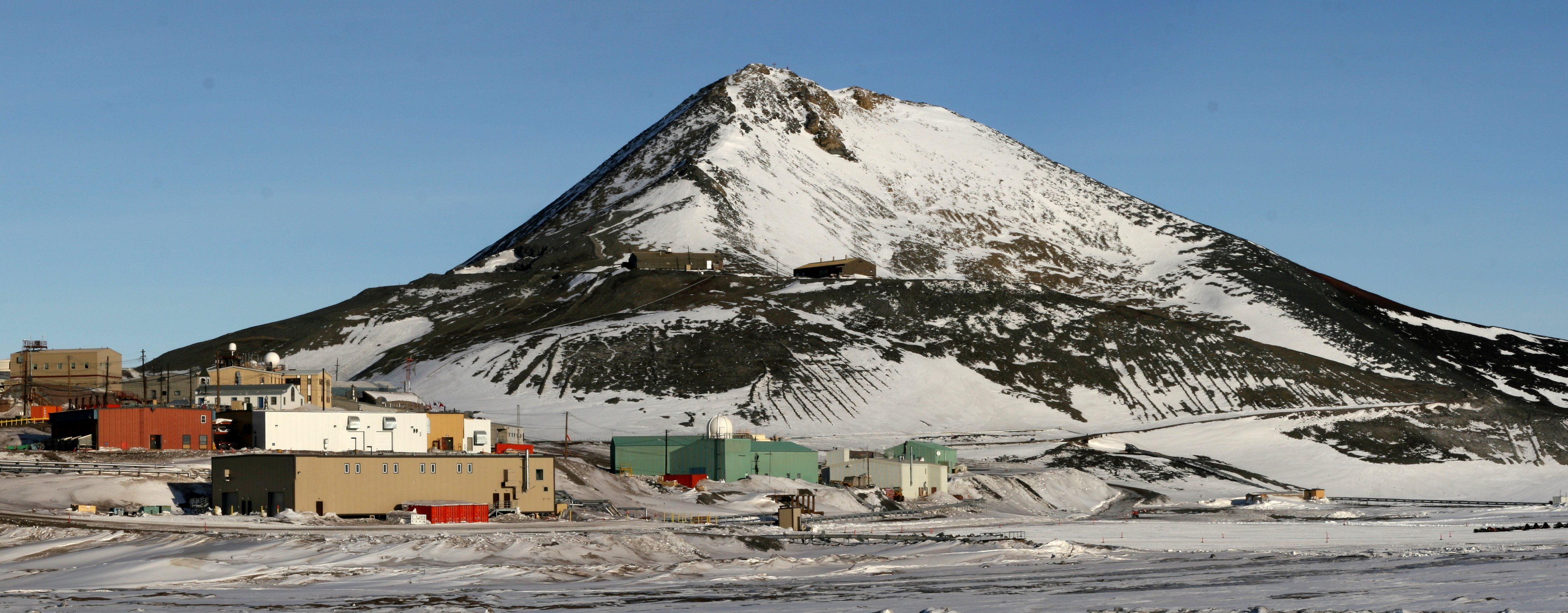
Observation Hill
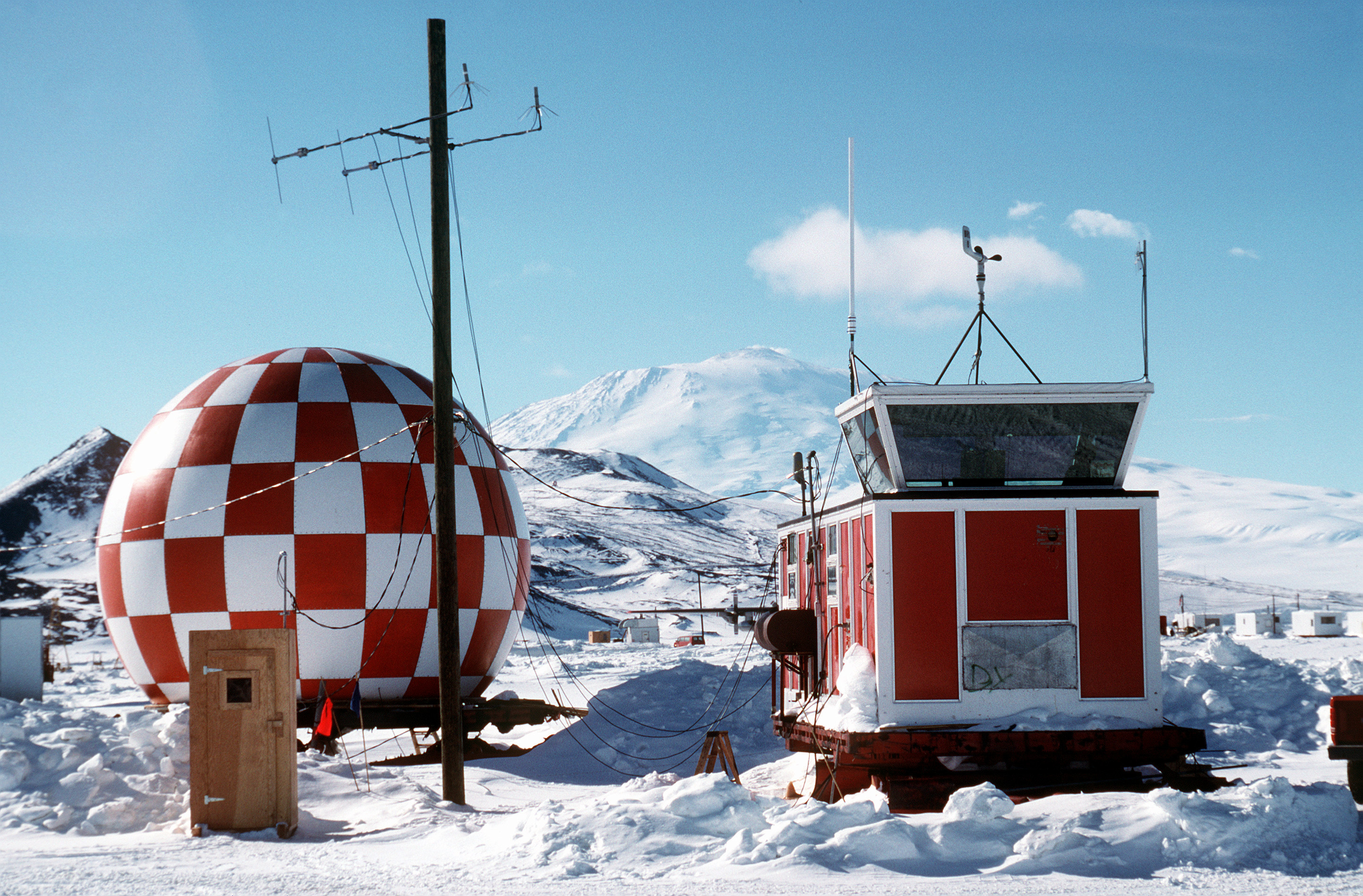
Radar
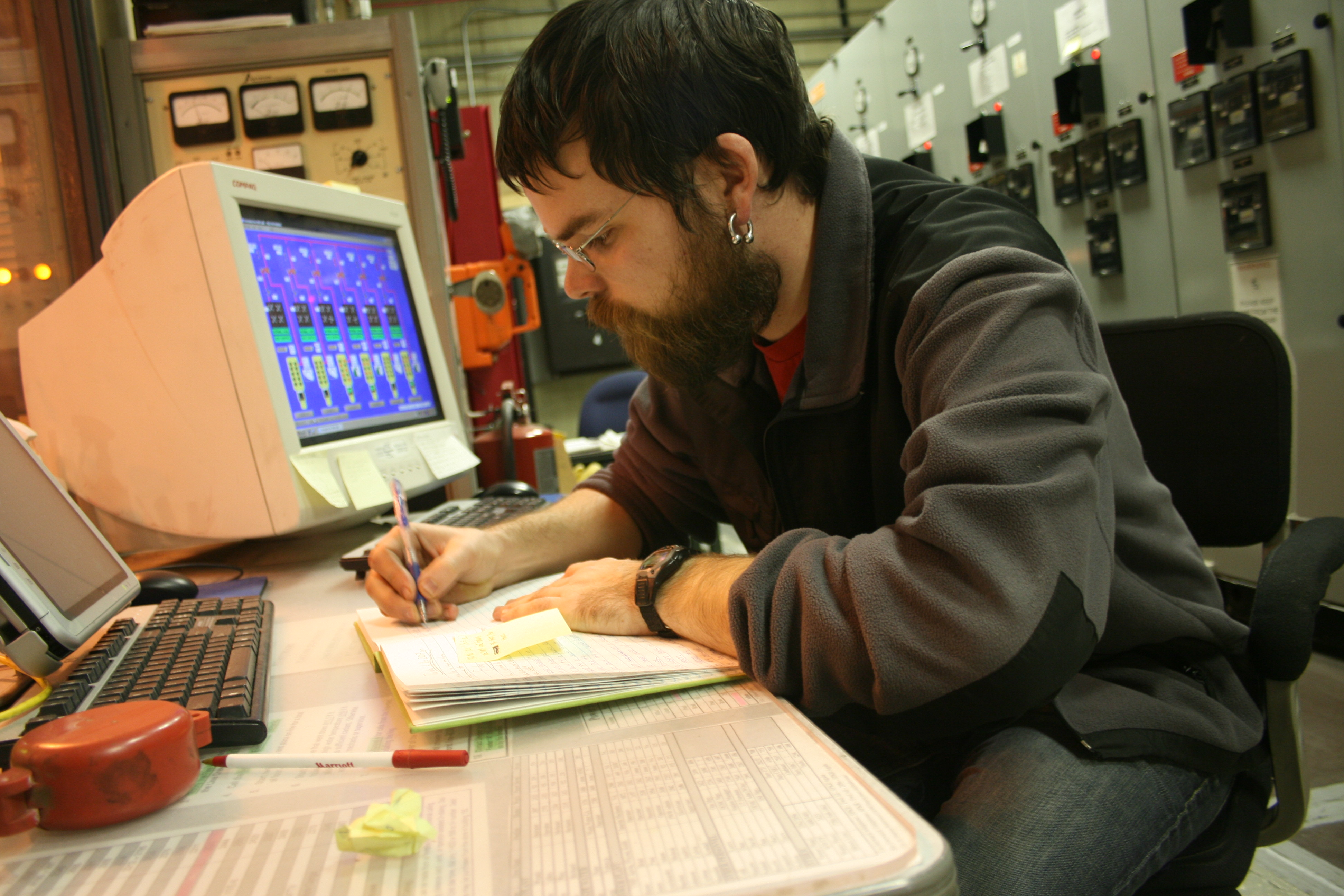
Uvnitř tamní elektrárny
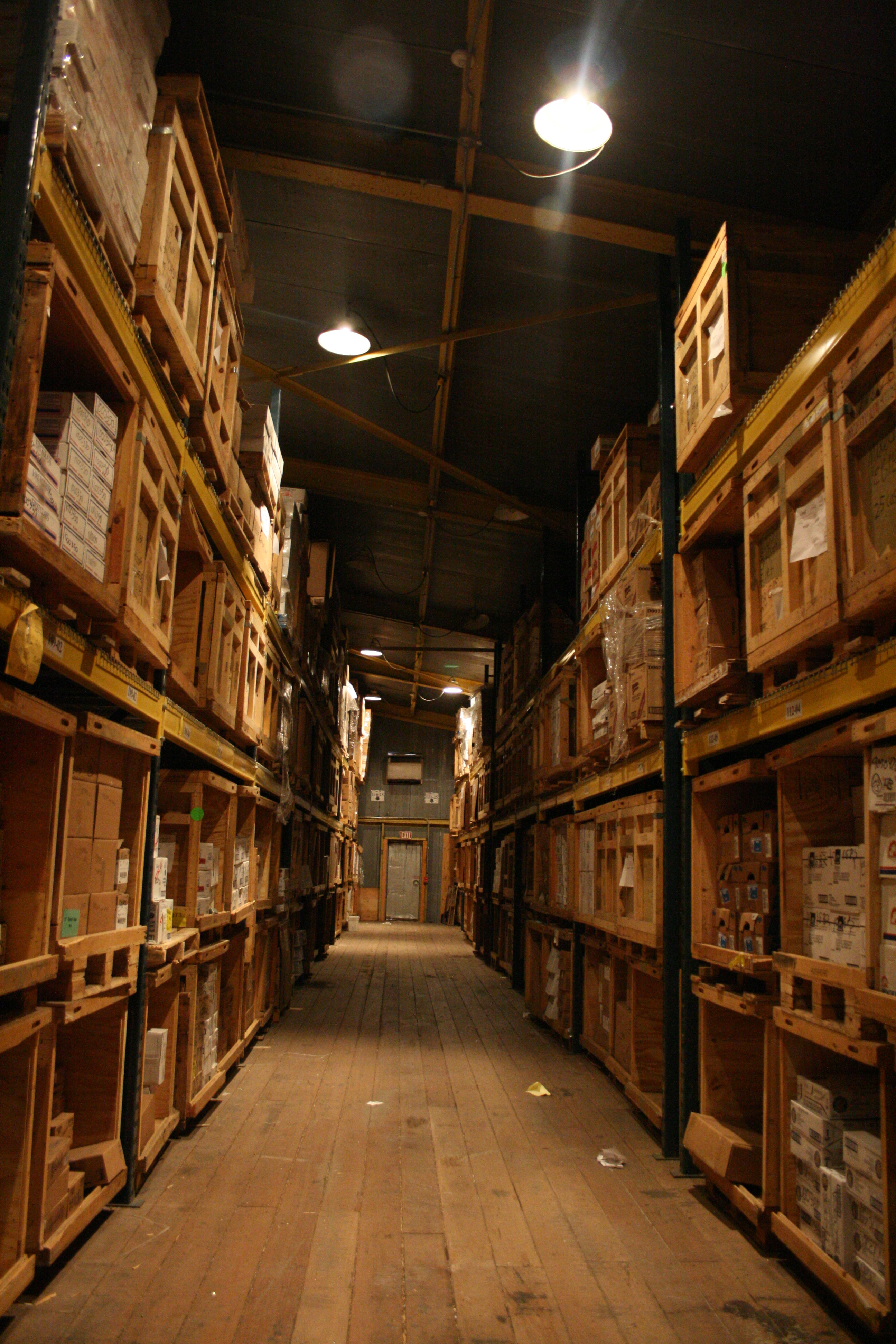
V archivu
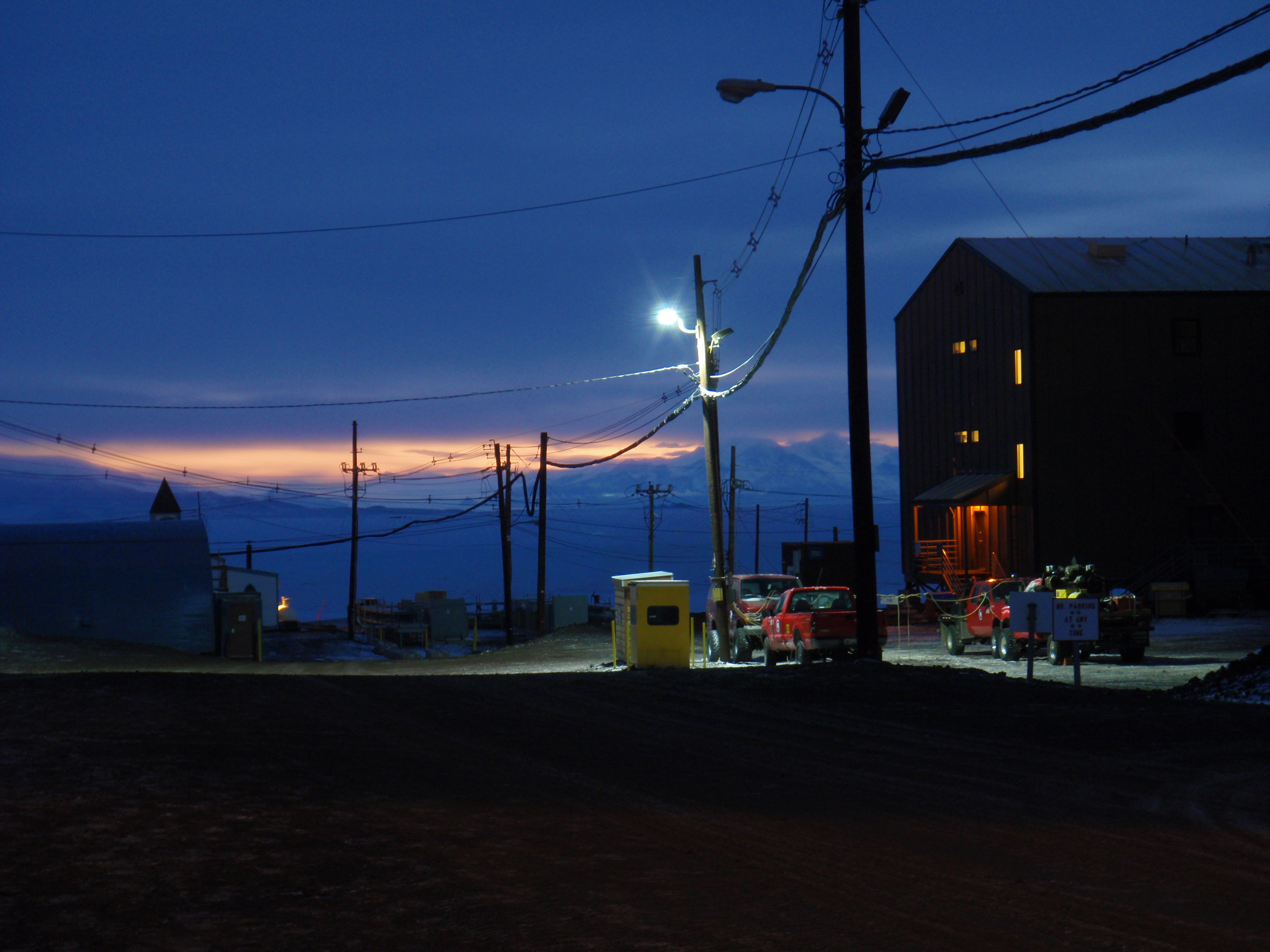
Polární noc na stanici
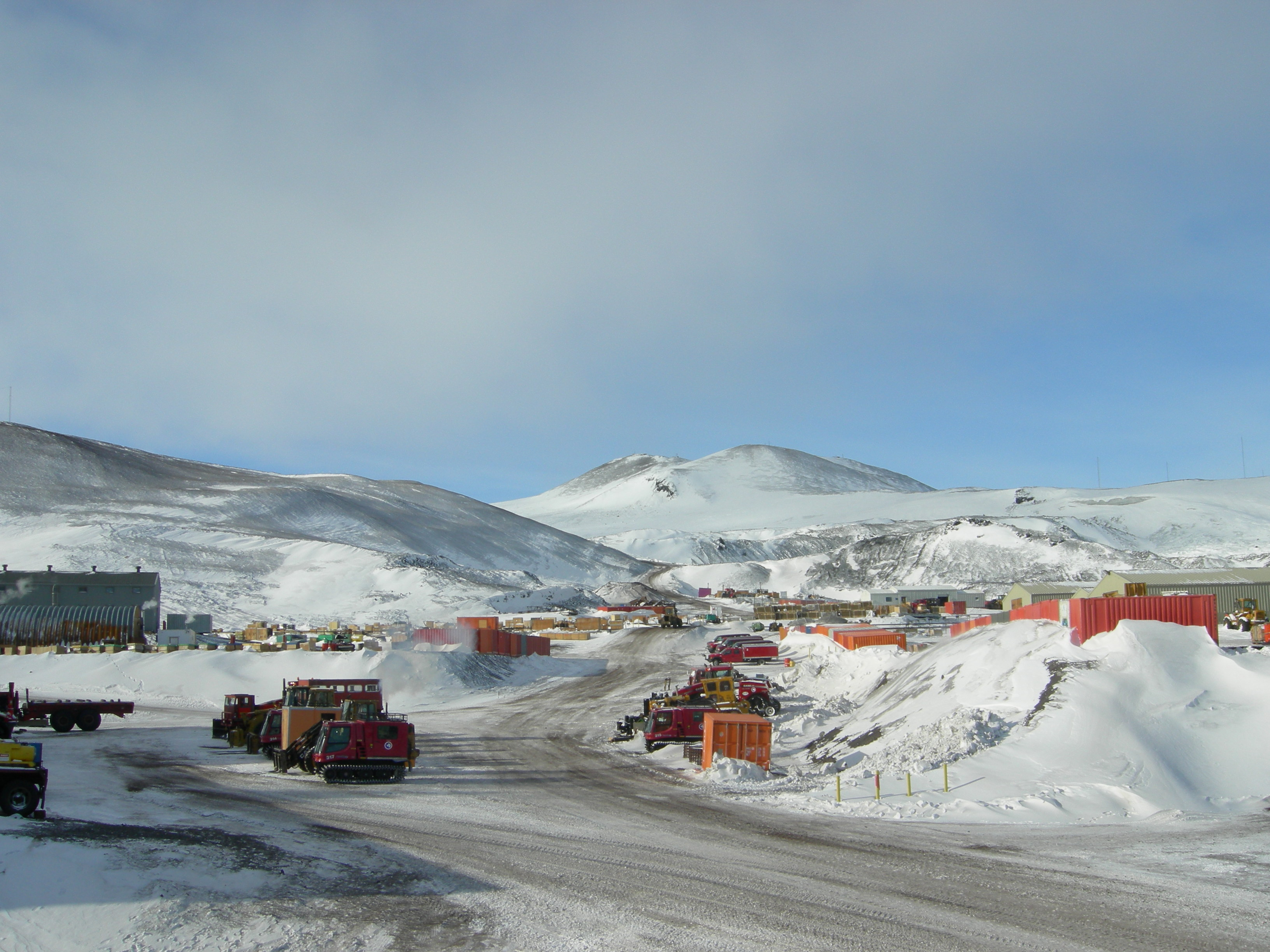
Několik vozidel a skladové budovy.
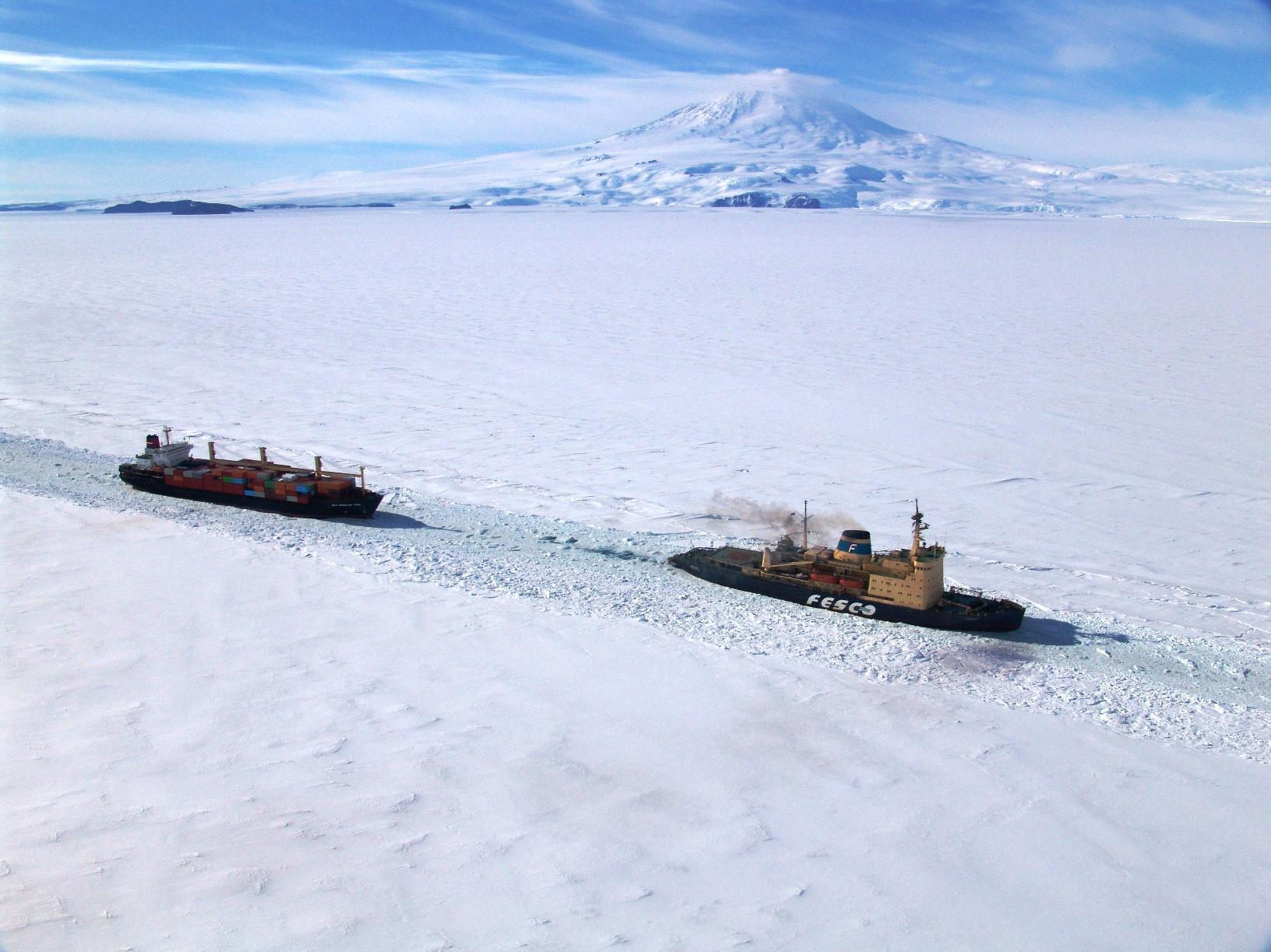
M/V American Tern vedený ruským ledoborcem Krasin, směřující do stanice McMurdo
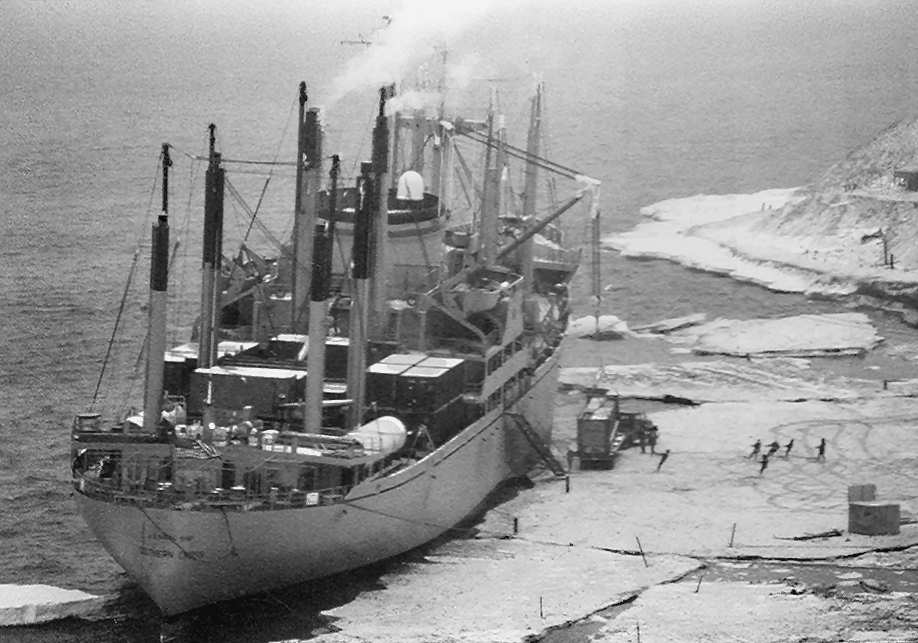
USNS Southern Cross (Jižní kříž) u ledového mola (1983)